# Rhyacia citillus
Rhyacia citillus là một loài bướm đêm trong họ Noctuidae.